# 人造皮革

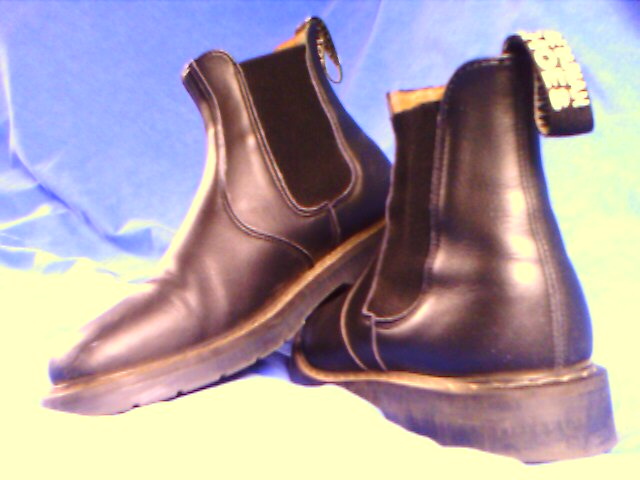
人造皮革の靴

人造皮革（じんぞうひかく）は、皮革（レザー）に似せて、石油などを原料に作られた人工素材。模造品の皮革という意味合いを込めて、別名でフェイクレザーとも呼ばれる。人造皮革に対し、本来の皮革を天然皮革、本皮という。合成皮革、人工皮革は別物であるが一般的に混同されており、ともに俗称として合皮（ごうひ）と呼ばれる。
安価な素材として利用されるほか、動物を犠牲を避けたいと望む菜食主義者など向けのヴィーガンレザーとして、植物由来や化学合成による原料を使う製品も増えているが、近年では余剰となった動物の本革が廃棄される問題も生じている。

## 種類と製法
合成皮革（ごうせいひかく）と人工皮革（じんこうひかく）に分けられる。
- 合成皮革は、天然の布地を基材とし、合成樹脂を塗布したものである。
- 人工皮革は、マイクロファイバーの布地（通常不織布）に合成樹脂を含浸させたもの、またはそれを基材とし合成樹脂を塗布したものである。衣類や靴に使われるのは主に人工皮革である（クラレ社のクラリーノなど）。

塗布剤にはポリ塩化ビニル（ビニール、PVC、Polyvinyl chloride、ポリビニールクロライドと表記）やポリウレタン（PUやPolyurethane、ウレタン樹脂、ウレタンゴムと表記）が、含浸剤にはポリウレタンがよく使われる。
また、表面加工により、スエード（起毛）と銀面に分けられる。

## 特徴
人造皮革に対する特徴は次のとおり。

### 長所
- 安価である。
- 大きさや形の制約がなく、品質が均一である。
- 水をはじくため、汚れにくい。
- 洗濯が容易。例外はあるが、通常のドライクリーニングで洗濯できる。
- 動物を殺さないため、動物の権利などの倫理上の問題がない。

### 短所
- 寿命が短い。素材のポリウレタンやPVCが数年で劣化し、ひび割れたり割れたり、素材どうしがくっついたりする。
- 風合いや感触、使用感（通気性など）が本革と比べ劣る
- 製品の多くが石油由来であるため、火に弱い。ただし自動車や旅客機の座席や内装に使われる製品は難燃性である。
- ポリエステルやポリウレタンに含まれるマイクロプラスチックが、河川や海を汚染する可能性がある。
- 自然分解しないため、焼却処分が必要となる。

## 歴史

### 人造皮革
人造皮革は、1850年代頃から登場した。初期の人造皮革でよく知られたものはファブリコイド（Fabrikoid）で、当初はファブリコイド社が、1910年からはファブリコイド社を買収したデュポンが製造した。天然の布地に多層のニトロセルロースを塗布したもので、自動車のシートや屋根などに使われた。
第二次世界大戦後は、ノーガハイド（Naugahyde）などの、PVCを塗布する合成皮革が主流になった。しかしまだ通気性がなく、衣類や靴には使えなかった。
1963年、デュポンは通気性の高いコルファム（Corfam）の靴を発売した。翌年のニューヨーク万博などで大掛かりな広告キャンペーンを展開したが、大きく普及はしなかった。
人工皮革が登場したのはその後のことである。

### 人工皮革
日本の人工皮革は1964年にクラレがクラリーノとして販売を開始し、1970年に東レがエクセーヌを販売開始した。
日本では旭化成せんい、クラレ、帝人コードレ、東レの4社が人工皮革を製造・販売している。
人工皮革には本革のように艶のある銀面タイプと起毛したスエードタイプがあり、代表的な商品ではクラレの「クラリーノ」と帝人コードレの「コードレ」は銀面タイプ、旭化成せんいの「ラムース」、クラレの「アマレッタ」と東レの「エクセーヌ」はスエードタイプを主力にしている。
スエードタイプは自動車用内装材として多く用いられ、東レのエクセーヌ（イタリア製がアルカンターラ、日本製がウルトラスエードのブランド名を使用）、旭化成せんいのラムース等がある。

### 植物性の代替レザー
下記を含め、リンゴの搾りかすやサボテンの粉末などが利用されている。
- コルク・レザー：コルクの樹皮から作られたコルクを布などに張り合わせシート状に加工した革の代用品
- Ocean leather：Nanonix社のSeaCellなど。ケルプ（昆布）のセルロースを添加して作られた繊維素材。ケルプは主原料ではなく添加剤であり、Nanonic社のSerCellの場合ケルプセルロースの含有量は5％[3]である
- Pinatex（en）：パイナップルの葉の繊維から作られた不織布[4]
- MuSkin：イタリアの研究組織 Grado Zero Espaceによる、キノコから作られたスウェード調の革の代用品
- Desserto（サボテンレザー）：ポリウレタン原料にサボテン粉末を混ぜた（含有量はサボテンが約35%、その他天然成分が約5%[5]）、メキシコのAdrian and Marte社による革の代用品